# Masinloc
Masinloc is een gemeente in de Filipijnse provincie Zambales op het eiland Luzon. Bij de laatste census in 2010 telde de gemeente ruim 44 duizend inwoners.

## Geografie

### Bestuurlijke indeling
Masinloc is onderverdeeld in de volgende 13 barangays:
| - Baloganon - Bamban - Bani - Collat - Inhobol - North Poblacion - San Lorenzo | - San Salvador - Santa Rita - Santo Rosario - South Poblacion - Taltal - Tapuac |

## Demografie
Masinloc had bij de census van 2010 een inwoneraantal van 44.342 mensen. Dit waren 3.739 mensen (9,2%) meer dan bij de vorige census van 2007. Ten opzichte van de census van 2000 was het aantal inwoners gegroeid met 4.618 mensen (11,6%). De gemiddelde jaarlijkse groei in die periode kwam daarmee uit op 1,11%, hetgeen lager was dan het landelijk jaarlijks gemiddelde over deze periode (1,90%).

De bevolkingsdichtheid van Masinloc was ten tijde van de laatste census, met 44.342 inwoners op 331,5 km², 133,8 mensen per km².